# Odontomyia thula
Odontomyia thula är en tvåvingeart som beskrevs av Norman E. Woodley 2001. Odontomyia thula ingår i släktet Odontomyia och familjen vapenflugor. Inga underarter finns listade i Catalogue of Life.